# Борис Спаски
Борис Васиљевич Спаски (Лењинград, 30. јануар 1937 — Москва, 27. фебруар 2025) био је руски велемајстор. Светски шаховски првак од 1969. Завршио филолошки факултет, студије журналистике. Мајстор постао 1952, интернационални мајстор 1953, а велемајстор 1955. године. Уз Смислова, једини играч који је два пута узастопно победио у мечевима турнира кандидата:
- 1966.: Керес 6:4, Гелер 5½:2½, Таљ 7:4. Те године губи меч за првака света од Петросјана 11½:12½;
- 1968.: Гелер 5½:2½, Ларсен 5½:2½, Корчној 6½:3½.

Године 1969. побеђује Петросјана 12½:10½ и постаје десети по реду првак света у шаху.
Титулу најбољег изгубио је у мечу са америчким велемајстором Бобијем Фишером, који га је у чувеном мечу у Рејкјавику 1972. победио резултатом 12½:8½.

## Младост и први успеси
Рођен је у Лењинграду и као сва деца тог града детињство је провео у збегу. По ослобођењу се враћа у родни град и активно се укључује у рад Дома пионира. Као што је то био случај и са осталим талентованим малишанима, Спаског су одвојили за посебне тренинге у шаховској секцији. У једанаестој години освојио је прву категорију, а у тринаестој титулу мајсторског кандидата. Врло рано стиче могућност да игра на међународном нивоу.
Постаје међународни мајстор на јаком турниру у Букурешту са 16 година. Две године касније игра на 22. првенству Совјетског Савеза где дели од трећег до шестог места. Након тога постаје члан совјетске студентске репрезентације која осваја првенство света у Лиону. Дели прво место на 23. шампионату СССР. На турниру кандидата у Амстердаму дели од трећег до седмог места. Врло млад је ушао у окршаје на највишем нивоу. 

## Поход на круну
Са 24 године постаје првак Совјетског Савеза, а самим тим и члан олимпијске репрезентације. На Олимпијским играма у Варни 1962. Спаски игра одлично уз 11 поена из 14 партија. На 31. по реду првенству СССР-а дели прво место, а на Међузонском турниру 1964. је сам први. Укључује се у систем такмичења за Светско првенство. На Међузонском турниру дели од првог до четвртог места и један је од осморице кандидата за Петросјанову круну.
У Риги 1965. добија Кереса и Гелера. Затим побеђује Таља. Овим победама је обезбедио финале са Петросјаном. Њихов меч се одигао у театру Естраде у Москви наредне године. Руски шахиста не успева да пробије одбрамбени бедем тадашњег првака. Ремијем је завршено 17 партија. Петросјан добија 4, а Спаски 3. Са једним поеном разлике (12½:11½) титула је одбрањена.
Неколико година касније долази до поновног сусрета. У 17. парији, када је Петросјан понудио реми, Спаски се дубоко замислио. Храбро је одбио понуду. Петросјан је збуњен и не уочава да у потезу може да добије парију. Уместо тога греши и Спаски побеђује. Психолошка предност је после те парије била на његовој страни. Након 23. резултат је био (12½:10½) и Борис Спаски постаје првак света 1969. године.

## „Меч века”
Године 1972. долази до сусрета са Фишером у Рејкјавику. Прва партија је била неизвесна, а у завршници Фишер је направио несхватљиву грешку и изгубио. Након тога, Спаски се понео као џентлмен и прешао преко Фишеровог недоличног понашања. Американац је захтевао да се из сале уклоне камере компаније „Честер фокс”, иако су и он и Спаски потписали уговор о снимању. Боби Фишер није дошао на другу партију. Бранилац титуле је имао је право да после вођства од 2:0 напусти Исланд и врати се кући као првак. Међутим, није желео да свету ускрати ужитак, који му је био захвалан за доживљај који се после тога никада више није поновио. Спаски је изгубио меч од Фишера.
И после губитка титуле, наставио је да активно игра шах. Следеће године је првак Совјетског Савеза. Годину дана касније са лакоћом се пласирао на Турнир кандидата. Са лакоћом у четвртфиналу добија Бирна, али у полуфиналу неочекивано губи од Карпова. У новим покушајима заустављају га разни играчи.